# Bagourfou
 (octobre 2024).
Bagourfou est une ville de l'est du Tchad située dans la région du Wadi Fira, département d’Iriba, à 82 km de la frontière du Soudan. Sa population est majoritairement d'ethnie Zaghawa, qui se consacre essentiellement à l'élevage et à l'agriculture.

## Description
Bagourfou est une ville de l'est du Tchad située dans la région du Wadi Fira, département d’Iriba, à 82 km de la frontière du Soudan, elle est limitée au sud par la sous préfecture de ER[Quoi ?], à l'ouest par le département de Megri et à l'est par la sous préfecture de Kouba.
Elle se trouve à 1 000 m d'altitude par rapport à la position . Bagourfou est située à la frontière de l'Ennedi. Érigée en sous-préfecture le 6 octobre 2021, son emplacement est très stratégique, entouré par des grands ouadis où l'on trouve plusieurs sites touristiques (orijorong,Ouadi Mardou, Jouh, Haw, Mouss,edi tube joura,hah joyobié).

## Statut et Organisation administrative
La sous-préfecture de Bagourfou est divisée en quartiers, comme les autres villes moyennes du Tchad. L’État y dispose de prérogatives particulières exercées par le sous-préfets. Le comité de gestion de la commune travaillent en étroite collaboration avec la sous-préfecture et se prêtent réciproquement leurs moyens d'action à cet effet.

## Éducation

### École primaire et Secondaire
La sous-préfecture abrite plusieurs écoles primaires et un CEG. 
À cela s’ajoutent quelques écoles destinées à l’enseignement des sciences des religions[réf. nécessaire] et du coran. 

## Personnalités liées à la commune
grand notable:
- Adam Fadoul

idriss kerim
abdoulaye bechir touma
moursal gassi
hamid hissein 
chef de canton:
- Youssouf Idriss kerim